# Squid Game
Squid Game (kor. 오징어 게임 Ojing-eo Geim) – południowokoreański serial telewizyjny w reżyserii Hwang Dong-hyuk. Główne role odgrywają w nim Lee Jung-jae, Wi Ha-joon i Lee Byung-hun. Serial miał swoją premierę na platformie Netflix 17 września 2021 roku.
Premiera drugiego sezonu odbyła się 26 grudnia 2024, a premiera trzeciego, ostatniego sezonu odbyła się 27 czerwca 2025.

## Fabuła
Seong Gi-hun, główny bohater, popada w finansowe tarapaty. Mieszka ze schorowaną matką wymagającą kosztownego leczenia. Pragnie także wspierać finansowo córkę, która mieszka z jego byłą żoną. Jest poważnie zadłużony, a w rozwiązaniu problemów finansowych nie pomaga jego uzależnienie od hazardu. Pewnego dnia Gi-hun otrzymuje od nieznajomego mężczyzny zaproszenie do wzięcia udziału w konkursie, w którym może wygrać wielką nagrodę i wyjść na prostą. Bohater przyjmuje zaproszenie i wraz z 455 innymi zadłużonymi osobami z różnych środowisk trafia w nieznane miejsce. Tam pod nadzorem zamaskowanych strażników uczestnicy rywalizują w serii zagrażających życiu zabaw dla dzieci, aby wygrać nagrodę w wysokości 45,6 miliarda KRW.
W drugim sezonie Gi-hun postanawia zemścić się na inicjatorach gry, po tym jak zwyciężył i decyduje się powrócić do gry. Rozpoczyna współpracę z policjantem Jun-ho, bratem Lidera (Frontmana). W grze Gi-hun po raz kolejny będzie współpracować z innymi graczami aby przetrwać.
W trzecim sezonie Gi-hun i gracze kontynuują grę i walczą o przetrwanie. In-ho po raz kolejny wita VIP-ów na wyspie, podczas gdy jego brat Jun-ho nadal prowadzi poszukiwania wyspy.

## Obsada

### Sezon 1
- Lee Jung-jae jako Seong Gi-hun (456)[8], rozwiedziony szofer, który jest uzależniony od hazardu. Bierze udział w grze ze względu na problemy finansowe. Po wygraniu gry postanawia zemścić się na Frontmanie i zakończyć grę (sezony 1–2)
- Park Hae-soo jako Cho Sang-woo (218)[8], były kierownik zespołu w działalności maklerskiej, młodszy kolega Gi-huna. Dołącza do gry w celu spłacenia długów, które spowodowane są złymi inwestycjami (sezon 1)
- Wi Ha-joon jako Hwang Jun-ho[9], policjant, który poszukuje zaginionego brata, wkradając się do gry pod przebraniem strażnika i odkrywa, że Frontmanem jest jego zaginiony brat (sezony 1–2)
- Jung Ho-yeon jako Kang Sae-byeok (067)[10], uciekinierka z Korei Północnej z prowincji Hamgyŏng, która bierze udział w grze, aby zapłacić pośrednikowi, który ma sprowadzić jej rodzinę zza granicy (sezon 1)
- O Yeong-su jako Oh Il-nam (001)[11], starszy mężczyzna z guzem mózgu, główny antagonista i twórca gry (sezon 1)
- Heo Sung-tae jako Jang Deok-su (101)[12], gangster, który bierze udział w grze, aby uregulować swoje ogromne długi hazardowe (sezon 1)
- Anupam Tripathi jako Abdul Ali (199)[11], imigrant z Pakistanu który bierze udział w grze, aby zapewnić stabilność finansową swojej rodzinie po tym jak jego pracodawca przez miesiąc nie wypłacał mu wynagrodzenia (sezon 1)
- Kim Joo-ryoung jako Han Mi-nyao (212)[13], agresywna kobieta (sezon 1)
- Lee Byung-hun jako Hwang In-ho[14], nadzorca gry i „Frontman”. Przez większość drugiego sezonu wciela się w gracza 001 pod nazwą Oh Young-il (sezony 1–2)
- Lee Seo-hwan jako Park Jung-bae (390)[15], przyjaciel Gi-huna i właściciel baru (sezon 1–2)
- Gong Yoo jako sprzedawca[16], który rekrutuje uczestników do gry (sezony 1–2)

### Sezon 2
- Im Si-wan jako Lee Myung-gi (333)[17], youtuber, który stracił swoje pieniądze w oszustwie kryptowalutowym, którego był twórcą, były chłopak Jun-hee
- Kang Ha-neul(inne języki) jako Kang Dae-ho (388)[17], były żołnierz piechoty morskiej
- Park Sung-hoon jako Cho Hyun-ju (120)[17], transpłciowa kobieta, która bierze udział w grze, aby zdobyć pieniądze na operację korekty płci
- Lee Jin-wook(inne języki) jako Park Gyeong-seok (246)[17], mężczyzna, który bierze udział w grze, aby zdobyć pieniądze na leczenie swojej chorej córki
- Yang Dong-geun jako Park Yong-sik (007)[17], były hazardzista i syn Geum-ja
- Jo Yu-ri jako Kim Jun-hee (222)[17], była dziewczyna Myung-gi, z którym jest w ciąży
- Kang Ae-shim jako Jang Geum-ja (149)[17], matka Yong-sik, która bierze udział, aby spłacić długi syna
- Park Gyu-young jako Kang No-eul[17], była żołnierka i uciekinierka z Korei Północnej, która pracuje jako strażnik i eliminuje graczy, poszukuje swojej zaginionej córki która pozostała w Korei Północnej

- Chae Kook-hee jako Seon-nyeo (044)[18], koreańska szamanka
- Lee David jako Park Min-su (125)[19], nieśmiały mężczyzna, który jest członkiem grupy Thanosa
- Choi Seung-hyun jako Choi Su-bong ps. Thanos (230)[19], arogancki raper, który jest uzależniony od MDMA
- Roh Jae-won jako Nam-gyu (124)[19], ofiara oszustwa kryptowalutowego stworzonego przez Myung-gi, współpracuje z Thanosem
- Won Ji-an jako Se-mi (380)[19]
- Song Young-chang jako Im Jeong-dae (100)[20], senior, który bierze udział w grze, aby spłacić swoje ogromne długi
- Jeon Seok-ho(inne języki) jako Choi Woo-seok[21], członek grupy poszukiwawczej
- Oh Dal-su jako Kapitan Park[22], marynarz, który pomaga Jun-Ho a później współpracuje z Gi-Hunem w celu znalezienia miejsca gry

### Sezon 3
- Cate Blanchett[23][24]

## Spis serii
| Seria | Seria | Sezon       | Odcinki | Premiera serii   |
| ----- | ----- | ----------- | ------- | ---------------- |
|       | 1.    | jesień 2021 | 1–9 (9) | 17 września 2021 |
|       | 2.    | zima 2024   | 1–7 (7) | 26 grudnia 2024  |
|       | 3.    | lato 2025   | 1–6 (6) | 27 czerwca 2025  |

## Lista odcinków

### Sezon 1 (2021)
| Nr | # | Tytuł oryginalny                                   | Tytuł polski                      | Reżyseria       | Scenariusz      | Premiera         |
| --- | - | -------------------------------------------------- | --------------------------------- | --------------- | --------------- | ---------------- |
| 1 | 1 | 무궁화 꽃이 피던 날 (Mugunghwa kkoch-i pideon nal) | Światło czerwone, światło zielone | Hwang Dong-hyuk | Hwang Dong-hyuk | 17 września 2021 |
| Seong Gi-hun to zadłużony u lichwiarzy mężczyzna, mieszkający z matką, której kradnie pieniądze, z kolei jego córka mieszka z jego byłą żoną. Pewnego wieczoru, wracając do domu po przegraniu kilku zakładów i pobiciu przez grupę lichwiarzy, w metrze podchodzi do niego elegancko ubrany mężczyzna, wyzywając go do gry w ddakji, w której po wygraniu dostanie 100 000 wonów, a w razie porażki, otrzymuje cios w policzek. Gi-hun wielokrotnie przegrywa, aż w końcu wygrywa sumę, za którą będzie w stanie kupić obiad dla siebie i matki. Na koniec tajemniczy mężczyzna daje mu wizytówkę z numerem, na który może zadzwonić, jeśli chciałby wziąć udział w innych grach, w których stawką jest jeszcze większa suma pieniędzy. Po powrocie do domu, Gi-hun dowiaduje się, że jego córka wraz z matką i ojczymem, przeprowadzają się do Stanów Zjednoczonych. Po tej informacji, bojąc się, że straci dziecko, postanawia zadzwonić pod numer, który dostał od mężczyzny poznanego w metrze. Zapisuje się do gry i jeszcze tego samego wieczoru wsiada do samochodu, w którym zostaje uśpiony, a następnie budzi się na sali wraz z wieloma innymi osobami, których w sumie jest 455, a on sam jest numerem 456. Każdy z nich jest ubrany w zielony kombinezon z własnym numerem, podczas gdy strażnicy noszą różowe stroje z kapturem i czarną maską, na której jest jeden z trzech symboli: kwadrat, trójkąt lub koło. Gi-hun poznaje numer 001, starszego mężczyznę z guzem mózgu oraz Sang-woo, kolegę z klasy z czasów dzieciństwa, który został maklerem inwestycyjnym. Strażnicy wyjaśniają, że wszyscy gracze są w bardzo trudnej sytuacji finansowej, ale wygrany otrzyma 45,6 miliarda wonów, jeśli uda mu się wygrać sześć gier w ciągu sześciu dni. Uczestnicy podpisują umowę z trzema klauzulami: gracz nie może zrezygnować z gry, a kto odmówi udziału w grze, zostanie wyeliminowany oraz że grę można przerwać tylko za zgodą większości graczy. Grę zdalnie nadzoruje zamaskowany, ubrany na czarno mężczyzna. Pierwsza gra to „czerwone, zielone”, gracze mogą poruszać się do przodu tylko wtedy, gdy słyszą wypowiadane słowo „zielone”, jeśli nie zatrzymają się w porę, zostaną zabici. Większość osób wpada w panikę i próbuje uciec, jednak zostają zabici. Dzięki pomocy Sang-woo i gracza 199, Gi-hun udaje się przeżyć. |   |                                                    |                                   |                 |                 |                  |
| 2 | 2 | 지옥 (Ji-ok)                                       | Piekło                            | Hwang Dong-hyuk | Hwang Dong-hyuk | 17 września 2021 |
| Większość graczy ginie już w pierwszej rundzie, a ocaleni błagają o możliwość opuszczenia gry. Zgodnie z trzecią klauzulą umowy, jeśli większość zagłosuje za zakończeniem rozgrywek, wszyscy gracze zostają odesłani do domu, ale nie dostają pieniędzy. Gracze głosują, a decydujący głos gracza 001 oznacza, że gra zostaje zakończona. Gi-hun zgłasza się na policję, ale nikt mu nie wierzy, z wyjątkiem detektywa Hwang Jun-ho, którego zaginiony brat otrzymał taką samą kartkę z zaproszeniem jak Gi-hun. Wkrótce wszyscy gracze dostają szansę powrotu do gry. 187 z 201 graczy, którzy pozostali przy życiu, robi to z desperacji. Należą do nich m.in. Gi-hun, którego matka potrzebuje operacji; Sang-woo, który ma zostać aresztowany za oszustwa finansowe; gracz 001, który nie chce bezczynnie czekać na śmierć; gracz 067, który chce uratować swoich rodziców z Korei Północnej i wydostać młodszego brata z sierocińca; gracz 199, który napadł i poważnie zranił swojego szefa za to, że ten miesiącami wstrzymywał mu wypłatę wynagrodzenia; oraz gracz 101, gangster uciekający przed długami hazardowymi. Jun-ho potajemnie śledzi Gi-huna, gdy ten ponownie zostaje zabrany przez strażników. |   |                                                    |                                   |                 |                 |                  |
| 3 | 3 | 우산을 쓴 남자 (Usan-eul sseun namja)              | Mężczyzna z parasolem             | Hwang Dong-hyuk | Hwang Dong-hyuk | 17 września 2021 |
| Jun-ho atakuje zamaskowanego strażnika, kradnie mundur i podąża za graczami na wyspę, gdzie odbywają się rozgrywki. Gracze, świadomi stawki, zawierają sojusze z Gi-hunem, Sang-hoo oraz graczem 001 i 199 postanawiają trzymać się razem. Gracz 067 przenika do kanałów wentylacyjnych i podsłuchuje strażników topiących cukier. W drugiej grze uczestnicy muszą w ciągu 10 minut perfekcyjnie wydobyć kształt z dalgony. Sang-woo, który słyszał, jak gracz 067 opowiada o swoim odkryciu, rozpoznaje grę na tyle wcześnie, by wybrać najłatwiejszy kształt do wydobycia, ale i tak nie ma przewagi nad innymi. Gi-hun wybiera najtrudniejszy kształt (parasol), ale udaje mu się wygrać, zlizując cukier i wydobywając symbol w całości. Gracz 212 pomaga graczowi 101, dzieląc się zapalniczką. Gracz 119, który ma zostać rozstrzelany po przełamaniu swojego kształtu, bierze strażnika jako zakładnika i zmusza go do zdemaskowania się. Wstrząśnięty młodością zdemaskowanego strażnika, popełnia samobójstwo, a młody strażnik zostaje stracony przez lidera za zdemaskowanie się. |   |                                                    |                                   |                 |                 |                  |
| 4 | 4 | 쫄려도 편먹기 (Jjollyeodo pyeonmeokgi)             | Jesteśmy drużyną                  | Hwang Dong-hyuk | Hwang Dong-hyuk | 17 września 2021 |
| Gracz 111 jako lekarz potajemnie współpracuje z garstką strażników, w zamian za informacje o nadchodzących grach, pobiera organy od zmarłych graczy, te zaś sprzedawane są na czarnym rynku. Kiedy Deok-su zabija gracza oskarżającego go o zabieranie jedzenia, strażnicy nie robią nic, by go powstrzymać. Po zgaszeniu świateł Deok-su wszczyna bójki i gracze atakują się nawzajem. Grupa Gi-huna przeżywa i podają sobie imiona, by wzbudzić swoje zaufanie: gracz 199 to Ali Abdul, gracz 067 to Kang Sae-byek, gracz 212 to Han Mi-nyeo., a gracz 001 z powodu guza mózgu, ma problemy z zapamiętaniem swojego imienia. |   |                                                    |                                   |                 |                 |                  |
| 5 | 5 | 평등한 세상 (Pyeongdeung-han sesang)               | Sprawiedliwy świat                | Hwang Dong-hyuk | Hwang Dong-hyuk | 17 września 2021 |
| Drużyna Gi-huna wygrywa mecz przeciągania liny dzięki strategii gracza 001 i umiejętności szybkiego myślenia Sang-woo. Spodziewając się kolejnych zamieszek, budują barykadę i spędzają noc na zmianę pełniąc wartę, ale drużyna Deok-su nie atakuje. Gi-hun wspomina podobną sytuację sprzed dziesięciu lat, kiedy to on i wielu innych pracowników fabryki samochodów protestowało przeciwko masowym zwolnieniom, co spowodowało, że życie Gi-huna potoczyło się w złym kierunku. Gracz 240 próbuje zaprzyjaźnić się z Sae-Byeok, ale ta nie odwzajemnia jego uczuć. Jun-ho jest świadkiem procederu pobierania organów, w którym brał udział strażnik, którego ukradł tożsamość. Oprócz Jun-ho, wszyscy zamieszani w tę szajkę zostają zabici, łącznie z graczem 111. Frontman rozpoczyna obławę na Jun-ho, który włamuje się do jego biura. Jun-ho dowiaduje się, że gra toczy się od ponad 30 lat, a jego starszy brat, Hwang In-ho, został zwycięzcą w 2015 roku. |   |                                                    |                                   |                 |                 |                  |
| 6 | 6 | 깐부 (Kkanbu)                                      | Gganbu                            | Hwang Dong-hyuk | Hwang Dong-hyuk | 17 września 2021 |
| Zawodnicy widzą ciała gracza 111 i jego wspólników powieszonych za oszukiwanie i są zapewniani, że gry są zaprojektowane tak, aby każdy gracz miał równe szanse, bez dyskryminacji. W czwartej grze gracze mają dobrać się w pary, ale dowiadują się, że zamiast pracować w zespole, będą musieli zagrać przeciwko swojemu partnerowi w wybraną przez siebie grę w kulki. Kto w ciągu 30 minut zbierze wszystkie kulki partnera, ten wygra i przeżyje. Sae-byeok i gracz 240 o imieniu Ji-yeong dzielą się swoimi historiami życia. Ji-yeong widzi, że Sae-byeok ma więcej do stracenia w swoim życiu i poświęca się, ginąc. Sang-woo podstępem zmusza Alego do oddania swoich kulek i wygrywa. Deok-su wygrywa ze swoim partnerem, graczem 278. Gi-hun wykorzystuje demencję gracza 001, aby go pokonać, ale odkrywa, że stary człowiek był świadomy oszustwa przez cały czas. Gracz 001, który nazywa się Oh Il-nam, pozwala Gi-hunowi wygrać, ponieważ mówi, że jest on jego gganbu (zaufanym przyjacielem). Gi-hun i Sae-byeok przeżywają traumę z powodu śmierci swoich przyjaciół. |   |                                                    |                                   |                 |                 |                  |
| 7 | 7 | VIPS                                               | Szychy                            | Hwang Dong-hyuk | Hwang Dong-hyuk | 17 września 2021 |
| Gracze wracają na salę, gdzie zastają Mi-nyeo, która nie miała partnera do gry w kulki, więc byli przekonani, że została zabita, ta jednak żyje. Zagraniczni VIP-owie, którzy zdalnie obstawiali mecze, przybywają, aby obejrzeć i obstawić kolejne rundy, tym razem na żywo. Jun-ho, podający się za jednego ze służących, otrzymuje od jednego z nich propozycję seksualną. W prywatnym pokoju atakuje VIP-a, nagrywa jego zeznania i ucieka z wyspy. W międzyczasie w piątej grze gracze przechodzą przez szeroki most, którego płyty są wykonane ze szkła hartowanego lub zwykłego, przy czym to drugie nie jest w stanie utrzymać ich ciężaru. Deok-su nie chce się ruszyć mimo tykającego zegara, wyzywając innych, by go wyprzedzili. Mi-nyeo chwyta go i, w ramach zemsty za zdradę, ciągnie go za sobą w dół. Gracz 017, Do Jung-Soo, doświadczony szklarz, jest w stanie określić, które płytki są bezpieczne, dopóki Frontman nie wyłącza świateł, pozbawiając go przewagi. W obliczu uciekającego czasu Sang-woo popycha Jung-Soo na pewną śmierć. Grę kończą tylko Gi-hun, Sang-woo i Sae-byeok. W jej trakcie eksplozje rozbijają pozostałe płytki i ranią wszystkich trzech graczy. |   |                                                    |                                   |                 |                 |                  |
| 8 | 8 | 프론트맨 (Peulonteu Maen)                          | Lider                             | Hwang Dong-hyuk | Hwang Dong-hyuk | 17 września 2021 |
| Jako finaliści, Gi-hun, Sang-woo i Sae-byeok otrzymują zmianę strojów na formalne. Sae-byeok ukrywa poważną ranę kłutą, którą otrzymała w wyniku eksplozji szklanego mostu. Po zjedzeniu kolacji każdemu z graczy pozostawiono nóż do steków. Gi-hun chce zabić Sang-woo, kiedy ten zasypia, ale Sae-byeok powstrzymuje go, mówiąc mu, że nie jest morderczynią. Rana Sae-byeoka wygląda coraz poważniej, co skłania Gi-huna do wezwania pomocy. Kiedy Gi-huna nie ma na sali, Sang-woo zabija Sae-byeok, a strażnicy przybywają na miejsce tylko po to, by zabrać jej zwłoki. Wściekły Gi-hun próbuje zaatakować Sang-woo, ale zostaje powstrzymany przez strażników. Tymczasem Jun-ho wydostaje się na wyspę, ale szybko zostaje wytropiony przez Frontmana i strażników. Ku zaskoczeniu Jun-ho, Frontman ujawnia się jako jego brat, In-ho, który próbuje go zwerbować. Gdy ten odmawia, In-ho strzela Jun-ho w ramię, przez co ten spada do morza. |   |                                                    |                                   |                 |                 |                  |
| 9 | 9 | 운수 좋은 날 (Unsu joeun nal)                      | Szczęśliwy dzień                  | Hwang Dong-hyuk | Hwang Dong-hyuk | 17 września 2021 |
| W finałowej rozgrywce, Gi-hun pokonuje Sang-woo po brutalnej walce, ale nie chce go zabić; błaga Sang-Woo o przerwanie gry, korzystając z trzeciej klauzuli. Sang-woo wbija sobie nóż w szyję i prosi Gi-huna, by przed śmiercią zaopiekował się jego matką. Gi-hun wraca do Seulu z kartą bankomatową, aby uzyskać dostęp do nagrody pieniężnej i odkrywa, że jego własna matka zmarła. Rok później Gi-hun nadal przeżywa traumę i przez poczucia winy nie tknął nagrody pieniężnej. Otrzymuje kartkę z zaproszeniem od swojego gganbu i znajduje Oh Il-nam na łożu śmierci. Ten wyjawia, że stworzył tę grę, aby zabawiać znudzonych bogaczy, takich jak on sam. Wybrał gry, w które grał w dzieciństwie, a do grupy Gi-huna dołączył z nostalgii. Podczas rozmowy Oh Il-nam zakłada się z Gi-hunem o to, czy nieprzytomnemu mężczyźnie leżącemu na rogu ulicy uda się pomóc przed północą. Mężczyzna zostaje uratowany, a Il-nam wkrótce potem umiera. Gi-hun odnajduje brata Sae-byeok i powierza go opiece matce Sang-woo, dając im również część nagrody pieniężnej. Gdy Gi-hun udaje się na lotnisko, by spotkać się z córką w Los Angeles, widzi, jak ten sam rekruter gra w ddakji z innym zdesperowanym uczestnikiem, Gi-hun podbiega, by odebrać od mężczyzny kartę z zaproszeniem do gry. Przed wejściem na pokład samolotu dzwoni na numer z karty, żądając informacji, kto prowadzi gry. In-ho rozkazuje mu wsiąść do samolotu, ale Gi-Hun kończy rozmowę i wraca do terminalu lotniska. |   |                                                    |                                   |                 |                 |                  |

### Sezon 2 (2024)
| Nr | # | Tytuł oryginalny                        | Tytuł polski         | Reżyseria       | Scenariusz      | Premiera        |
| --- | - | --------------------------------------- | -------------------- | --------------- | --------------- | --------------- |
| 1 | 1 | 빵과 복권 (Ppang-gwa Boggwon)           | Bułka i loteria      | Hwang Dong-hyuk | Hwang Dong-hyuk | 26 grudnia 2024 |
| Song Gi-hun opuszcza terminal lotniska, postanawiając odnaleźć twórców gry. W pewnym momencie odkrywa, że za jego uchem znajduje się lokalizator, który postanawia usunąć. Chwang Jun-ho, po upadku z klifu, budzi się w szpitalu. Dwa lata później Gi-hun wynajmuje pracowników, którzy pomagają mu w poszukiwaniach rekrutera gier. Ostatecznie udaje im się odnaleźć rekrutera, jednak ten porywa dwóch pracowników i zmusza ich do zagrania w rosyjską ruletkę. Następnie rekruter odnajduje Gi-huna w jego miejscu zamieszkania i namawia go do wzięcia udziału w tej samej grze. W końcu rekruter umiera, a Gi-hun zabiera z jego kurtki kartkę zawierającą informację o lokalizacji Frontmana. |   |                                         |                      |                 |                 |                 |
| 2 | 2 | 할로윈 파티 (Hallowin Pati)             | Impreza halloweenowa | Hwang Dong-hyuk | Hwang Dong-hyuk | 26 grudnia 2024 |
| Gi-hun i Jun-ho dzielą się swoimi doświadczeniami dotyczącymi gry oraz jej twórców. Postanawiają współpracować z Woo-seokiem, aby zakończyć brutalną rywalizację. Woo-seok organizuje zespół pracowników, a Gi-hun wszczepia sobie lokalizator. Oprócz planu zemsty, Gi-hun nadal opiekuje się matką Sang-woo i Cheol, stara się sprowadzić matkę Cheola do Korei Południowej, a także dzwoni do swojej córki, choć nie mówi. Kang No-eul, uciekinierka z Korei Północnej, również pragnie sprowadzić swoją córkę z rodzinnego kraju. Gi-hun i jego zespół rozpoczynają realizację planu, przeszukując imprezę Halloween, na której Jun-ho zauważa żołnierzy ubranych na różowo. Gi-hun zostaje porwany przez jednego z nich i zabrany do limuzyny, podczas gdy jego zespół ściga go. Gi-hun prowadzi rozmowę z Front Manem przez głośnik, domagając się zakończenia gry. Front Man odpowiada, że rywalizacja nigdy się nie zakończy, ponieważ świat jest zbyt skorumpowany. Gdy jeden z żołnierzy strzela w opony samochodów ścigających limuzynę, Gi-hun błaga o powrót do gry. Front Man zgadza się na jego prośbę, po czym usypia go. No-eul bierze udział w grze, wcielając się w rolę żołnierki. |   |                                         |                      |                 |                 |                 |
| 3 | 3 | 001                                     | 001                  | Hwang Dong-hyuk | Hwang Dong-hyuk | 26 grudnia 2024 |
| Gi-hun budzi się w pomieszczeniu, w którym znajduje się 455 innych graczy. Menedżer wyjaśnia nową zasadę: gracze mogą głosować za rezygnacją z udziału po każdej grze, a zgromadzone pieniądze zostaną podzielone między uczestników. Jun-ho i jego zespół nie mogą znaleźć wyspy, ponieważ lokalizator Gi-huna został usunięty. W drodze na kolejną grę Gi-hun spotyka swojego przyjaciela Jung-bae, którego ostrzega o przebiegu gry. Pierwsza gra to „Czerwone, Zielone”, a Gi-hun ostrzega wszystkich, że zostaną zabici, jeśli przegrają. W trakcie rozgrywki Gi-hun pomaga innym, udzielając wskazówek, ale wkrótce wybucha chaos. Mimo to ginie mniej osób. Gracz 230, Thanos, bierze narkotyki i celowo popycha innych, aby ich zabić. Po zakończeniu pierwszej gry, podczas głosowania, Gi-hun stara się przekonać większość do zakończenia gry, ujawniając, że jest ocalałym z poprzedniej edycji. Frontman, który dołącza do gry jako gracz 001, ma decydujący głos i postanawia, że rywalizacja będzie kontynuowana. |   |                                         |                      |                 |                 |                 |
| 4 | 4 | 여섯 개의 다리 (Yeoseos Gaeui Dali)     | Sześć nóg            | Hwang Dong-hyuk | Hwang Dong-hyuk | 26 grudnia 2024 |
| Frontman, jako gracz 001, tłumaczy się Gi-Hunowi, że on i inni uczestnicy głosowali za kontynuowaniem gry, mając nadzieję, że jego doświadczenie pomoże im w zwycięstwie. Gracz 001 dzieli się z Gi-Hunem historią swojego życia, opowiadając m.in. o swojej ciężarnej żonie, która przebywa w szpitalu, oraz o pożyczce, którą wziął, aby pokryć koszty jej leczenia. Nowi żołnierze sprzedają organy na czarnym rynku, którym zarządza tajemniczy żołnierz ubrany na czarno. No-eul zostaje wezwana przez czarnego żołnierza, który nakazuje jej, aby pozwoliła im w kontynuowaniu działalności, jednak ona stanowczo odmawia. Jun-ho próbuje uzyskać pomoc od policji, ale jego wysiłki okazują się bezskuteczne. Ku zaskoczeniu Gi-Huna, druga gra wymaga od graczy utworzenia pięcioosobowych drużyn do pięcioboju, składającego się z pięciu dziecięcych gier: ddakji, biseokchigi, gong-gi, jegi i kręcenie bączkiem, które muszą zostać ukończone w ciągu pięciu minut. W międzyczasie No-eul kontynuuje sabotaż handlu organami żołnierzy, eliminując wszystkich żywych graczy, którzy zostali wyeliminowani.                                                                                 |   |                                         |                      |                 |                 |                 |
| 5 | 5 | 한 게임 더 (Han Geim Deo)               | Jeszcze raz          | Hwang Dong-hyuk | Hwang Dong-hyuk | 26 grudnia 2024 |
| Po tym, jak jednej drużynie udaje się wygrać, inni są podekscytowani i wiele drużyn kibicuje pozostałym. Gi-hun jest w drużynie z Jung-bae, graczem 001, Kang Dae-ho, byłym żołnierzem piechoty morskiej i Kim Jun-hee, kobietą w ciąży. No-eul zostaje zastraszona przez dwóch żołnierzy, którzy handlują organami. Drużyna Gi-huna dzieli się swoimi nazwiskami, a Gracz 001 kłamie, nie mówiąc prawdy o sobie. W następnym głosowaniu Gracz 001 próbuje przekonać wszystkich do głosowania przeciwko kontynuacji gry, ale większość głosuje za kontynuacją, ponieważ uważają, że pula nagród jest wciąż zbyt mała. Gi-hun i Jung-bae wspominają przeszłość. Jun-ho i Woo-seok, wraz z powiększonym zespołem najemników, rozpoczynają poszukiwania wyspy za pomocą dwóch statków. Trzecia gra to mingles, w której gracze muszą dobierać się w grupy i wchodzić do pomieszczeń zgodnie z wcześniej ustaloną liczbą. |   |                                         |                      |                 |                 |                 |
| 6 | 6 | O X                                     | O X                  | Hwang Dong-hyuk | Hwang Dong-hyuk | 26 grudnia 2024 |
| Podczas gry gracze rywalizują o to, by ich grupy trafiły do odpowiednich pokoi. W finałowej rundzie Jung-bae jest świadkiem, jak gracz 001 zabija innego uczestnika. Po zakończeniu rozgrywki Gi-hun i gracz 001 dyskutują nad możliwością przekonania innych do głosowania za zakończeniem gry, ale ostatecznie rezygnują, obawiając się eskalacji konfliktów między uczestnikami. W trakcie głosowania kilku graczy zmienia swoje decyzje, w tym Min-su, który wcześniej był zastraszany przez Thanosa. Decydujący głos ponownie przypada graczowi 001 a wynik głosowania kończy się remisem. Gracze otrzymują kolejny dzień na ponowne głosowanie. W łazience Thanos i Nam-gyu atakują Min-su po tym, jak zagłosował za przerwaniem gry, jednak Myung-gi i inni stają w jego obronie. W łazience dochodzi do walka podczas której której Thanos dusi Myung-gi, a ten śmiertelnie dźga go w szyję. Tymczasem zespół Jun-ho odkrywa potencjalne wejście na wyspę, które okazuje się pułapką a eksplozja ładunków wybuchowych zabija jednego z najemników. |   |                                         |                      |                 |                 |                 |
| 7 | 7 | 친구인가 적인가 (Chingu-inga Jeog-inga) | Przyjaciel czy wróg  | Hwang Dong-hyuk | Hwang Dong-hyuk | 26 grudnia 2024 |
| Po walce w łazience gracze zdają sobie sprawę, że dzięki zabijaniu innych zwiększają pulę nagrody. Gi-hun przekonuje swoją drużynę, że prawdziwym wrogiem nie są inni uczestnicy, ale sami twórcy gry. W pomieszczeniu uczestników wybucha bójka, a grupa Gi-huna pozostaje w ukryciu. Gi-hun i jego drużyna postanawiają zaatakować strażników. W drodze do pokoju kontrolnego żołnierze próbują powstrzymać grupę Gi-huna a sama walka kończy się niepowodzeniem, gdy grupie kończy się amunicja; Dae-ho, który miał zebrać więcej amunicji, nie wraca z powodu ataku paniki. Gracz 001 zabija dwóch graczy. Niektórzy gracze którzy uczestniczyli w ataku żołnierzy postanawiają się poddać i zostają zabici. Gi-hun zostaje złapany, a In-ho (gracz 001), ponownie wciela się w Frontman zabijając Jung-bae. |   |                                         |                      |                 |                 |                 |

### Sezon 3 (2025)
| Nr | # | Tytuł oryginalny                            | Tytuł polski      | Reżyseria       | Scenariusz      | Premiera        |
| --- | - | ------------------------------------------- | ----------------- | --------------- | --------------- | --------------- |
| 1 | 1 | 열쇠와 칼 (Yeolsoewa Kal)                   | Klucze i noże     | Hwang Dong-hyuk | Hwang Dong-hyuk | 27 czerwca 2025 |
| Po nieudanym buncie Kang No-eul oddaje nieskuteczny strzał w kierunku gracza 246, Gyeong-seoka, nie powodując jego śmierci. Gi-hun zostaje przywieziony żywy z powrotem do sali z innymi uczestnikami i dowiaduje się, że wszystkie pozostałe osoby biorące udział w buncie ponieśli śmierć z wyjątkiem Cho Hyun-ju i Kang Dae-ho. Gi-hun obarcza winą Dae-ho za przegraną w buncie. Wszyscy gracze przechodzą do kolejnej gry którą jest zabawa w chowanego, gdzie uczestnicy zostali podzieleni na łowców oraz osoby ukrywające się. Zadaniem łowców jest wyeliminowanie graczy ukrywających się, celem zdobycia klucza i znalezienia drogi ucieczki. W sali operacyjnej No-eul zabija handlarzy organów i zmusza lekarza do ustablizowania stanu Gyeong-seok. W międzyczasie zespół Hwang Jun-ho wznawia poszukiwania wyspy, korzystając z nowego operatora drona. Woo-seok nabiera podejrzeń wobec kapitana Park i rozpoczyna śledztwo. Lider, Hwang In-ho, wydaje Parkowi rozkaz eliminacji zespołu poszukiwawczego w przypadku, gdyby zbliżyli się do wyspy. |   |                                             |                   |                 |                 |                 |
| 2 | 2 | 별이 빛나는 밤에 (Byeol-i Bichnaneun Bam-e) | Gwiaździsta noc   | Hwang Dong-hyuk | Hwang Dong-hyuk | 27 czerwca 2025 |
| Po tym jak Gyeong-seok odzyskał przytomność No-eul zabija lekarza. W labiryncie, będącym areną gry Cho Hyun-ju, Geum-ja i Jun-hee tworzą drużynę. Myungi-gi współpracuje z Nam-gyu eliminując wspólnie kilku graczy. W tym samym czasie szamanka Seon-nyeo odnajduje wyjście, jednak zostaje zdradzona przez gracza 100, Jeong-dae. Podczas ucieczki Jun-hee łamie nogę i zaczyna rodzić. Hyun-ju zabija kilku łowców aby chronić Jun-hae, podczas gdy Guem-ja pomaga przy porodzie. Później Hyun-ju zostaje zabita przez Myung-gi. Gi-hun ściga Dae-ho ponieważ chce się na nim zemścić. Podczas konfrontacji Dae-ho wyznaje, że skłamał na temat swojej przeszłości jakoby był w wojsku i doprowadził do zdrady w trakcie buntu z powodu strachu. Zdenerwowany Gi-hun dusi na śmierć Dae-ho. Guem-ja i Jun-Hee wraz z dzieckiem odnajdują wyjście i spotykają Yong-sik, który informuje ich, że nie wyeliminował żadnych graczy i aby przetrwać próbuje zabić Jun-hee. Jego matka Guem-ja staje w obronie Jun-hee i dźga go w plecy. Pod koniec Gi-hun próbuje popełnić samobójstwo, ale zostaje powstrzymany przez strażników. |   |                                             |                   |                 |                 |                 |
| 3 | 3 | 당신의 탓이 아니다 (Dangsin-ui Tas-i Anida) | To nie twoja wina | Hwang Dong-hyuk | Hwang Dong-hyuk | 27 czerwca 2025 |
| VIP-y przybywają na wyspę i przebierają się za żołnierzy, aby wykonać egzekucję wyeliminowanych graczy. W trakcie głosowania Geum-ja apeluje do uczestników aby zagłosowali za przerwaniem gier, jednak nie udaje jej się nikogo przekonać. Namawia Gi-huna do ochrony Jun-hee i jej nowo narodzonej córki; kiedy ten początkowo odmawia, Geum-ja popełnia samobójstwo poprzez powieszenie. Tymczasem Jun-ho odnajduje klif, z którego In-ho oddał strzał w jego kierunku, i rozpoczyna intensywne poszukiwania na wyspie. W międzyczasie Woo-seok w domu Parka trafia na fotografię przedstawiającą Parka w towarzystwie rekrutera gier. Uświadamia sobie, że Park był zamieszany w cały proceder, jednak zostaje aresztowany, zanim zdoła opuścić posesję. Poruszony śmiercią Geum-ja, Gi-hun zgadza się pomóc Jun-hee i jej córce w kolejnym etapie gry – grze w skakankę, polegającej na przejściu przez most bez spadnięcia z toru. Początkowo nikt nie podejmuje próby przejścia przez tor do momentu, aż Min-su rzuca naszyjnik Thanosa na tor a wówczas zdesperowany Nam-gyu skacze aby odzyskać naszyjnik, jednak spada z mostu i umiera. VIP-y uznają, że dziecko Jun-hee również liczy się jako uczestnik gry. Gi-hun, niosąc niemowlę na rękach z powodzeniem przechodzi przez most. W tym samym czasie czarny żołnierz odkrywa, że gracz Gyeong-seok podszywa się pod jednego z żołnierzy. |   |                                             |                   |                 |                 |                 |
| 4 | 4 | 222                                         | 222               | Hwang Dong-hyuk | Hwang Dong-hyuk | 27 czerwca 2025 |
| Podczas gry w skakankę gracz 096 blokuje przejście w wyniku czego Gi-hun zabija go w akcie samoobrony. Myung-gi konfrontuje się z Jun-hee, która odrzuca jego pomoc, oskarżając go o zabójstwo Hyun-ju. Ujawnia również, że została ranna i ma złamaną nogę. Gdy czas gry dobiega końca, Jun-hee przekazuje swoje dziecko pod opiekę Gi-huna, po czym popełnia samobójstwo. VIP-y decydują, że niemowlę powinno pozostać w grze jako gracz 222. Tymczasem Gyeong-seok i No-eul uciekają z wyspy, jednak zostają namierzeni przez czarnego żołnierza. Po ogłoszeniu, że dziecko Jun-hee zastąpi ją jako gracz 222, grupa dowodzona przez Jeong-dae wyraża sprzeciw i próbuje skrzywdzić niemowlę, lecz zostaje powstrzymana przez strażników. Grupa planuje następnie zamordowanie dziecka i Gi-huna. Przed finałową rundą Gi-hun zostaje wezwany przez In-ho, który proponuje mu tajny układ: eliminację pozostałych graczy w zamian za zapewnienie przetrwania jemu i dziecku. In-ho ujawnia przy tym swoją prawdziwą tożsamość – Oh Young-il, co wprawia Gi-huna w zakłopotanie i gniew. W międzyczasie Jun-ho odkrywa, że kapitan Park działał na zlecenie In-ho i decyduje się go zabić. Jedncześnie czarny żołnierz zmusza No-eul do powrotu na wyspę, grożąc, że w przeciwnym razie skrzywdzi Gyeong-seoka i jego córkę. No-eul decyduje się powrócić na wyspę sama umożliwiając Gyeong-seok ucieczkę. |   |                                             |                   |                 |                 |                 |
| 5 | 5 | ○△ □                                        | ○ △ □             | Hwang Dong-hyuk | Hwang Dong-hyuk | 27 czerwca 2025 |
| Gi-hun staje przed decyzją, czy przyjąć propozycję In-ho dotyczącą zabicia pozostałych graczy, lecz ostatecznie odmawia, pod wpływem retrospekcji, w której Kang Sae-byeok przypomina mu, że nie jest mordercą. Równocześnie In-ho wraca myślami do swojej mrocznej przeszłości, wspominając, jak podczas gier w 2015 roku, pod wpływem Oh Il-nama, sam zabijał innych uczestników.Następnego dnia do finałowej gry przechodzą: Gi-hun, niemowlę, Myung-gi, Min-Su, Jeong-dae oraz czterech innych graczy. No-eul powraca na wyspę i konfrontuje się z czarnym żołnierzem, grożąc mu bronią oraz żąda usunięcie wszystkich danych dotyczących Gyeong-seok, gracza 246. W wyniku walki No-eul zabija żołnierza i niszczy wszystkie kopie dokumentów zawierających informacje o uczestnikach. Finałowa gra polega na zepchnięciu co najmniej trzech przeciwników z trzech wież w trzech rundach. Przed rozpoczęciem gry Min-su zażywa ostatnią pigułkę z naszyjnika i doświadcza wizji Se-mi. Gdy wyciąga do niej rękę zostaje zepchnięty z wieży przez Myung-Gi. Następnie Myung-gi zabija gracza 336 i ujawnia, że jest biologicznym ojcem dziecka. Gi-hun eliminuje gracza 203 w samoobronie, a Myung-gi zabija gracza 353 i gracza 100, Jeong-dae. Gracz 039 popełnia samobójstwo skacząc z wieży. W tym samym czasie Jun-ho ratuje Gyeon-seoka i eliminuje strażników którzy próbowali go zabić. |   |                                             |                   |                 |                 |                 |
| 6 | 6 | 사람은... (Saram-eun...)                    | A ludzie...       | Hwang Dong-hyuk | Hwang Dong-hyuk | 27 czerwca 2025 |
| W finałowej grze pozostają jedynie Myung-gi i Gi-hun. Myung-gi planuje, by Gi-hun oddał mu dziecko, co umożliwiłoby wyrzucenie niemowlęcia i tym samym zdobycie głównej nagrody. Gi-hun jednak go przechytrza i przechodzi na drugą stronę platformy. Między mężczyznami dochodzi do walki, w wyniku której Myung-gi zostaje zepchnięty z wieży. Ponieważ jednak przycisk rozpoczynający rundę nie został wcześniej naciśnięty, jego śmierć nie zostaje uznana za oficjalną eliminację. Po zabiciu Myung-gi, Gi-hun aktywuje grę, wciskając przycisk i rozpoczyna ostatnią rundę. Gi-hun decyduje się poświęcić, oświadczając, że uczestnicy gry są ludźmi, a nie zwierzętami, po czym rzuca się w przepaść. Jego śmierć wywołuje szok wśród VIP-ów oraz u lidera, In-ho, który następnie inicjuje procedurę samozniszczenia wyspy i ratuje dziecko. VIP-owie, Jun-ho i No-eul ewakuują się z wyspy. Sześć miesięcy później Gyeong-seok spotyka się ze swoją córką i No-eul, która otrzymuje wiadomość, że jej zaginiona córka może przebywać w Chinach. Gdy No-eul dociera na lotnisku, aby wejść na pokład samolotu, brat Sae-byeok, Cheol w towarzystwie matki Sang-woo spotyka się ze swoją matką. Woo-seok zostaje zwolniony z więzienia i spotyka się z Jun-ho. Planuje odnowić budynek hotelowy, w którym wcześniej mieszkał Gi-hun. Tymczasem In-ho zostawia dziecko Jun-hee i nagrodę pieniężną u Jun-ho. Następnie In-ho udaje się do Los Angeles, aby poinformować córkę Gi-huna o jego śmierci, przekazując jej jego kombinezon a także nagrodę pieniężną. W trakcie powrotu In-ho zauważa amerykańskiego rekrutera grającego w ddakji z nieznajomym mężczyzną, ujawniając kontynuację gier za granicą. |   |                                             |                   |                 |                 |                 |

## Produkcja
Hwang Dong-hyuk miał napisać scenariusz Squid Game na podstawie własnych osobistych doświadczeń i obserwacji kapitalizmu i ekonomicznych konfliktów klasowych w Korei Południowej. Uważał również, że jego scenariusz był ukierunkowany na globalne problemy dotyczące kapitalizmu, stwierdzając: „Chciałem stworzyć coś, co odbiłoby się echem nie tylko wśród Koreańczyków, ale na całym świecie. To było moje marzenie”; a także: „Wierzę, że ogólny globalny porządek gospodarczy jest nierówny i że około 90% ludzi sądzi, że jest to niesprawiedliwe. Podczas pandemii biedniejsze kraje nie mogą zaszczepić swoich obywateli, którzy zarażają się wirusem na ulicach, a nawet umierają. Także próbowałem przekazać wiadomość o współczesnym kapitalizmie. Jak powiedziałem, nie jest to głębokie”.

## Odbiór
Serial spotkał się z uznaniem krytyków. W serwisie Rotten Tomatoes 91% z 45 recenzji serialu jest pozytywnych, a średnia ocen wyniosła 8,2/10. Na portalu Metacritic średnia ocen z 11 recenzji wyniosła 69 punktów na 100, co wskazuje na „ogólnie przychylne recenzje”.
Spotkał się także z krytyką za podobieństwo do japońskiego filmu Kami-sama no iu tōri z 2014 roku będącego adaptacją mangi o tym samym tytule. Podobnie jak manga, Squid Game przedstawia niebezpieczne wersje gier dla dzieci, takie jak „Daruma-san ga koronda”, japońska wersja zabawy „raz, dwa, trzy, Baba Jaga patrzy”. Odpowiadając na zarzuty o plagiat, reżyser Hwang Dong-hyuk stwierdził, że rozpoczął pracę nad scenariuszem już w 2008 roku i że podobieństwa z drugim filmem, o którym dowiedział się w trakcie kręcenia, były przypadkowe. Przyznał, że zainspirowały go japońskie komiksy i animacje, w tym Battle Royale i Liar Game.
Produkcja ta stała się pierwszym koreańskim serialem, który znalazł się w pierwszej dziesiątce najchętniej oglądanych tygodniowo programów telewizyjnych Netfliksa na całym świecie. Uplasował się na pierwszej pozycji w 94 krajach. Netflix oszacował, że w ciągu 28 dni od premiery Squid Game przyciągnął ponad 111 milionów widzów na całym świecie, przewyższając 82 miliony, które serial Bridgertonowie osiągnął w grudniu 2020 roku, i tym samym stał się najczęściej oglądanym programem w serwisie. Według Vulture szerokie udostępnienie programu, z napisami w 37 językach i wersjami dubbingowymi w 34 językach, pomogło przyciągnąć międzynarodową publiczność.
Drugi sezon którego premiera odbyła się 26 grudnia 2024 pobił rekord oglądalności i w ciągu trzech dni od premiery odnotował 68 mln odtworzeń. 